# دیوید اف. فورد
دیوید اف. فورد (انگلیسی: David F. Ford؛ ‏ ۲۳ ژانویهٔ ۱۹۴۸) یک متخصص الهیات انگلیکان اهل جمهوری ایرلند است.
وی از سال ۱۹۹۱ استاد رشتهٔ الهیات دانشگاه کمبریج بوده‌است و پژوهش‌هایش بیشتر دربارهٔ الهیات سیاسی، نهضت وحدت کلیساها، الهیات مسیحی، الهیات و شعر، نحوهٔ شکل‌گیری دانشگاه‌ها در حوزهٔ الهیات و علوم مذهبی، هرمنوتیک و الهیات و روابط بین ادیان است. وی یکی از پایه‌گذاران انجمن هم‌اندیشی بینامتنی و برنامهٔ میان ادیانی داشنگاه کمبریج است.